# Wolffia angusta
Wolffia angusta är en kallaväxtart som beskrevs av Elias Landolt. 
Wolffia angusta ingår i släktet Wolffia och familjen kallaväxter. Inga underarter finns listade.